# Rejon arbuzyński
Rejon arbuzyński – jednostka administracyjna wchodząca w skład obwodu mikołajowskiego Ukrainy.
Rejon utworzony w 1940, ma powierzchnię 969 km² i liczy 20649 mieszkańców. Siedzibą władz rejonu jest Arbuzynka.
Na terenie rejonu znajdują się 2 osiedlowe rady i 12 silskich rad, obejmujących w sumie 26 wsi i 2 osady.

## Miejscowości rejonu
- Arbuzynka (Арбузинка)
- (Агрономія)
- (Благодатне)
- (Бузьке)
- (Булацелове)
- (Зелена Поляна)
- (Іванівка)
- (Кавуни)
- (Костянтинівка)
- (Костянтинівка) osada
- (Колос Добра)
- (Любоіванівка)
- (Мар'янівка)
- (Новий Ставок)
- (Новогригорівка)
- (Новокрасне)
- (Новомихайлівка)
- (Новоселівка)
- (Остапівка)
- (Панкратове)
- (Полянка)
- (Рябоконеве)
- (Садове)
- (Семенівка)
- (Шевченко)
- (Шкуратове)
- (Виноградний Яр)
- (Вишневе)
- (Воєводське)
- (Воля)